# جيش الإمبراطورية الساسانية
كان الجيش الساساني هو الهيئة العسكرية الأساسية للقوات المسلحة الساسانية، حيث خدم جنبًا إلى جنب مع البحرية الساسانية. تعود ولادة الجيش إلى صعود أردشير الأول (حكم من 224 إلى 241)، مؤسس الإمبراطورية الساسانية، على العرش. كان أردشير يهدف إلى إحياء الإمبراطورية الفارسية، ولتعزيز هذا الهدف، قام بإصلاح الجيش من خلال تشكيل جيش دائم كان تحت قيادته الشخصية وكان ضباطه منفصلين عن المرازبة والأمراء المحليين والنبلاء. أعاد التنظيمات العسكرية الأخمينية، واحتفظ بنموذج سلاح الفرسان الفرثي، واستخدم أنواعًا جديدة من الدروع وتقنيات حرب الحصار. كانت هذه بداية النظام العسكري الذي خدمه وخلفائه لأكثر من 400 عام، حيث كانت الإمبراطورية الساسانية، جنبًا إلى جنب مع الإمبراطورية الرومانية ولاحقًا الإمبراطورية الرومانية الشرقية، إحدى القوتين العظميين في العصور القديمة المتأخرة في غرب أوراسيا. قام الجيش الساساني بحماية إيرانشهر ("مملكة إيران") من الشرق ضد غارات البدو الرُحل في آسيا الوسطى مثل الهفتاليت والأتراك، بينما كان في الغرب مُنخرطًا في صراع متكرر ضد الإمبراطورية الرومانية.